# جيف لورانس (نقابي)
جيف لورانس (بالإنجليزية: Jeff Lawrence)‏ هو نقابي أسترالي، ولد في 17 مايو 1952 في نيوكاسل في أستراليا.